# Floria Gueï
Floria Gueï (* 2. května 1990) je francouzská atletka, sprinterka, jejíž specializací je běh na 400 metrů.

## Kariéra
Na halovém mistrovství Evropy v roce 2011 byla členkou francouzské bronzové štafety na 4 × 400 metrů. V následující sezóně doběhla francouzská štafeta na olympiádě v Londýně šestá, na evropském šampionátu v Curychu v roce 2014 Francouzky (včetně Florie Gueï) ve štafetě na 4 × 400 metrů zvítězily. Stejného úspěchu dosáhly na evropském halovém mistrovství v Praze v roce 2015.
na Mistrovství Evropy v roce 2016 v Amsterdamu obsadila druhé místo v závodě na 400 metrů i ve štafetě na 4 × 400 metrů.
Svého nejlepšího individuálního úspěchu dosáhla na evropském halovém šampionátu v Bělehradě v roce 2017, kde zvítězila ve finále běhu na 400 metrů.
Na mistrovství Evropy v roce 2018 doběhla sedmá v závodě na 400 metrů, ve čtvrtkařské štafetě vybojovala stříbrnou medaili.